# Challenger de Nueva Delhi 2025
El torneo Delhi Open 2025 fue un torneo de tenis perteneció al ATP Challenger Tour 2025 en la categoría Challenger 75. Se trató de la 5ª edición; el torneo tuvo lugar en la ciudad de Nueva Delhi (India), desde el 10 hasta el 16 de febrero de 2025 sobre pista dura al aire libre.

## Jugadores participantes del cuadro de individuales
| Preclasificado | País                       | Jugador            | Rank1 | Posición en el torneo |
| 1              | Bandera de República Checa | Vít Kopřiva        | 128   | Semifinales           |
| 2              | Bandera del Reino Unido    | Billy Harris       | 129   | FINAL                 |
| 3              | Bandera de Australia       | Tristan Schoolkate | 135   | Semifinales           |
| 4              | Bandera de Sudáfrica       | Lloyd Harris       | 144   | Baja                  |
| 5              | Bandera de Dinamarca       | Elmer Møller       | 152   | Primera ronda         |
| 6              | Bandera de Japón           | Shintaro Mochizuki | 181   | Cuartos de final      |
| 7              | Bandera de Japón           | Sho Shimabukuro    | 193   | Primera ronda         |
| 8              | Bandera de Kazajistán      | Timofey Skatov     | 202   | Segunda ronda         |

- 1 Se ha tomado en cuenta el ranking del 3 de febrero de 2025.

### Otros participantes
Los siguientes jugadores recibieron una invitación (wild card), por lo tanto ingresan directamente al cuadro principal (WC):
- Ramkumar Ramanathan
- Mukund Sasikumar
- Karan Singh

Los siguientes jugadores ingresan al cuadro principal tras disputar el cuadro clasificatorio (Q):
- Egor Agafonov
- Hynek Bartoň
- Andre Ilagan
- Masamichi Imamura
- Eric Vanshelboim
- Jiří Veselý

## Campeones

### Individual Masculino
- Kyrian Jacquet derrotó en la final a  Billy Harris por 6–4, 6–2

### Dobles Masculino
- Masamichi Imamura /  Rio Noguchi derrotaron en la final a  Niki Kaliyanda Poonacha /  Courtney John Lock por 6–4, 6–3